# Bircham Tofts
Bircham Tofts är en ort i civil parish Bircham, i distriktet King's Lynn and West Norfolk, i grevskapet Norfolk i England. Orten är belägen 20 km från King's Lynn. Bircham Tofts var en civil parish fram till 1935 när blev den en del av Bircham. Civil parish hade 96 invånare år 1931. Byn nämndes i Domedagsboken (Domesday Book) år 1086, och kallades då Stofsta.